# Rhopalura pterocirri
Rhopalura pterocirri är en djurart som beskrevs av de Saint-Joseph 1896. Rhopalura pterocirri ingår i släktet Rhopalura, och familjen Rhopaluridae. Inga underarter finns listade i Catalogue of Life.